# L'atleta fantasma
L'atleta fantasma è un film del 1919, diretto da Raimondo Scotti. È da alcuni ritenuto il primo film con supereroi mascherati, precursore di Batman e Superman.

## Trama
Jenny Ladimoor è una ragazza sognatrice la cui fantasia si accende al pensiero di avventure esotiche, bui carceri ed eroi che salvano damigelle; per questo motivo non è molto contenta che il padre abbia designato come suo futuro sposo Harry Audersen, un giovane distinto e di sostanza, ma decisamente dimesso, prosaico e terra-terra – per queste sue caratteristiche in effetti Harry viene a volte schernito da alcuni individui dell'alta società cui appartiene.
L'uomo ideale di Jenny sarebbe ad esempio colui che al momento è sulla bocca di tutti: l'"Atleta fantasma", un uomo mascherato che interviene sempre più di frequente a sventare crimini, rimanendo anonimo. Egli appare solitamente in borghese, ma indossa una sorta di passamontagna in cotta di maglia, e all'occorrenza si presenta a torso nudo, magari indossando dei classici mutandoni alla Superman. Di recente l'atleta fantasma, che disponeva di una rete di informatori e collaboratori, aveva sventato il furto di un prezioso diadema custodito in un museo privato (nell'occasione era travestito da antica statua greca). I mandanti erano due antiquari poco onesti, che, nonostante il fallimento, non demordono, e da allora in poi si affidano alla banda professionale di delinquenti capeggiata da un uomo che si fa chiamare "il professore".
Le storie di Jenny e dell'atleta fantasma cominciano ad intrecciarsi quando il padre di Jenny compra l'antico diadema e ne fa regalo alla figlia. Gli uomini del "professore" tentano più volte di rubarlo, e l'atleta fantasma sventa ogni volta il crimine, magari svellendo a braccia nude i pilastri lignei che sostengono il pavimento del covo dei malfattori, o traendo in salvo Jenny tenendola in braccio mentre si cala da un albero. L'ammirazione della giovane per l'uomo mascherato raggiunge il suo massimo quando l'atleta fantasma sventa un tentativo di rapimento ai danni di lei, ideato per indurre il padre a consegnare il diadema come riscatto: egli si issa su una corda fino al tetto di un alto torrione, affronta e sconfigge i rapitori, poi, mentre Jenny scende per le scale, egli discende sempre utilizzando la corda. Ciò si addiceva meglio alla sua fama.
Ma anche i complici del professore fanno parte di una rete estesa, e, nonostante diversi di essi siano stati assicurati alla giustizia, alla fine riescono non solo a rapire nuovamente Jenny, ma anche l'atleta fantasma. Essi li calano attraverso i pozzi di una vecchia miniera abbandonata, prima lei, poi lui, smascherato. Jenny, dal fondo dei bui cuniculi sotterranei, ode un flebile lamento: è l'atleta fantasma, rimasto incastrato. La ragazza lo aiuta a liberarsi. Poi lo vede in faccia. E' Harry Audersen.
Jenny non riesce a slegare i forti nodi coi quali i rapitori avevano avvinto le braccia dietro la schiena di Harry, così quando i collaboratori di Harry/l'atleta fantasma giungono sul posto e gettano una corda giù per il pozzo per recuperare i due, Harry afferra l'estremità della fune con i denti e dice a Jenny di tenersi saldamente abbracciata a lui. In questa maniera i due vengono fatti risalire.
A questo punto Jenny ha decisamente cambiato la sua precedente cattiva opinione di Harry.

## Produzione
Ad impersonare Harry Audersen/L'atleta fantasma nel film è l'atleta ed attore Mario Guaita-Ausonia, all'epoca già noto come protagonista dei film Spartaco, di Giovanni Enrico Vidali, del 1913, e Salambò, di Domenico Gaido, del 1914.
L'Atleta fantasma è l'unico film a noi pervenuto dei circa quindici sceneggiati da Renée Deliot, moglie (…) di Mario Guaita-Ausonia e sua collaboratrice in quasi tutti i suoi film."

## Distribuzione
L'atleta fantasma, ottenuto il visto dalla censura (numero 14347) il 1 giugno 1919, è uscito nelle sale cinematografiche italiane a Roma nel giugno del 1919. Il film è stato successivamente distribuito in Ungheria, dove è uscito il 25 ottobre dello stesso anno. Il 28 marzo 1921 il film, con il titolo O atleta fantasma, è uscito in Portogallo.
Copie della pellicola sono conservate presso il Museo nazionale del cinema di Torino (lunghezza: 1690 metri, didascalie francesi) e la Cinémathèque royale de Belgique/Koninklijk Belgisch Filmarchiev di Bruxelles.
La lunghezza della pellicola utilizzata per la prima uscita è di 1933 metri.
Il film è disponibile su Internet Archive con sottotitoli inglesi e accompagnamento musicale realizzato da Kevin MacLeod.

## Accoglienza
Per quanto riguarda la critica coeva, sulla rivista La vita cinematografica del 22 novembre 1919, a firma "Bertoldo", possiamo leggere: "L’atleta fantasma  diverte e interessa dal primo quadro fino all’ultimo. Gli avvenimenti si avvicendano e si intrecciano senza tregua; l’azione si svolge rapida e leggera, di sorpresa in sorpresa, mantenendo desta l’attenzione dello spettatore fino alla fine. Una graziosa vicenda d’amore accresce l’interesse dell’avventura e si conclude lietamente. [...] Mario Guaita Ausonia, oltre che atleta perfetto, si dimostra attore corretto ed elegante. La sua forza obbedisce ad una legge d’armonia che la domina e la plasma nei suoi movimenti e nelle sue manifestazioni, sicché procura un vero godimento estetico e la trasforma in arte. Gli altri interpreti discreti."